# Mercado de la Batte
El Mercado de la Batte (en francés: Marché de la Batte) comúnmente llamada la Batte por liejenses, es un mercado de Domingo, conocido internacionalmente, situado en la orilla izquierda del Mosa en Lieja en el centro de Bélgica.
Data de 1561, siendo el mercado más antiguo del país y, con sus 4 y 5 millones de visitantes anuales, es uno de los más importantes de Europa.
En el dialecto local del Idioma valón batte significaba originalmente un " dique"  y, por extensión, el término también ha adquirido el significado de "atracar". El mercado dominical de La Batte, aunque en la actualidad más extenso, ha mantenido el nombre del lugar donde una vez se instaló: La Batte. 